# Obróbka elektroerozyjna
Obróbka elektroerozyjna (ang. EDM - Electrical Discharge Machining - dosł. obróbka wyładowaniem elektrycznym) – metoda obróbki metali oparta głównie na wyzyskaniu erozji elektrycznej, towarzyszącej wyładowaniom elektrycznym. 
Wykorzystywana jest głównie przy obróbce specjalizowanych części maszyn i innych materiałów trudnoskrawalnych, gdyż pozwala na uzyskanie skomplikowanych kształtów, trudnych lub niemożliwych do wykonania obróbką skrawaniem (np. wewnętrzne ostre narożniki i/lub gwint w materiale hartowanym, czy węgliku), nie ma też tutaj sił skrawania oddziałujących na część obrabianą (choć jest wpływ na warstwę zewnętrzną, co utrudnia dalsze procesy jak np. polerowanie). Do elektroerozyjnej obróbki zalicza się obróbkę elektroiskrową, anodowo-mechaniczną i elektrokontaktową. Obróbkę przeprowadza się na drążarkach, piłach lub szlifierkach anodowo-mechanicznych itp. Stosowana jest do obróbki węglików spiekanych oraz kształtowania i regeneracji narzędzi do obróbki plastycznej np. matryc kuźniczych, form wtryskowych.
Obróbkę elektroerozyjną można zasadniczo podzielić na dwa typy: drążenie elektroerozyjne oraz cięcie elektroerozyjne (WEDM - Wire Electrical Discharge Machining). Generalnie różnica pomiędzy tymi metodami polega na rodzaju elektrody roboczej (w przypadku WEDM jest to przewijany drut), energii wyładowań oraz używanego dielektryka. Obróbkę EDM można stosować do wszystkich materiałów, których elektryczna przewodność właściwa jest większa od  {\displaystyle 10^{-2}\operatorname {{S}\cdot {cm^{-1}}} }.

## Historia
- Początek obróbki elektroerozyjnej to 1770, gdy angielski naukowiec Joseph Priestley odkrył efekt erozyjny ładunku elektrycznego na metal
- Twórcami metody obróbki elektroerozyjnej było dwoje rosyjskich naukowców Boris Łazarienko i Natalija Łazarienko w 1943
- Pierwszą maszynę WEDM sterowaną numerycznie stworzyło szwajcarskie przedsiębiorstwo Agie w 1969

## Podstawy fizyczne
W obróbce typu EDM materiał obrabianego przedmiotu usuwany jest w wyniku erozji elektrycznej zachodzącej podczas wyładowania iskrowego między elektrodą roboczą a przedmiotem obrabianym zanurzonym w dielektryku płynnym (tradycyjnie nafta lub nowoczesne oleje o podobnych właściwościach albo woda dejonizowana). 
Wskutek przyłożenia napięcia w szczelinie pomiędzy elektrodą roboczą a przedmiotem obrabianym tworzy się niejednorodne, zmienne w czasie pole elektryczne. W miejscach, gdzie natężenie pola elektrycznego ma największą wartość, następuje koncentracja zanieczyszczeń w dielektryku. Przy dostatecznym natężeniu pola elektrycznego następuje przebicie. Cząsteczki dielektryka ulegają lawinowo tzw. jonizacji udarowej i tworzy się wąski kanał plazmowy. Wokół tego kanału powstaje pęcherz gazowy. Elektrony emitowane przez elektrodę roboczą, uderzając w powierzchnię przedmiotu obrabianego, powodują wydzielanie się ciepła, lokalny wzrost temperatury oraz stopienie i intensywne parowanie materiału. Cały proces ma charakter wybuchowy i towarzyszy mu wyrzucenie strumienia ciekłego metalu do dielektryka. Po zakończeniu wyładowania pęcherz gazowy zamyka się implozyjnie, ułatwiając usuwanie produktów obróbki (elektrody przy drążeniu wgłębnym mogą mieć kanały dostarczające ciecz, oprócz tego, że detal obrabiany jest zanurzony).

## Zastosowanie
Obróbkę elektroerozyjną stosuje się przede wszystkim do obróbki materiałów trudnoskrawalnych (węgliki spiekane, stale narzędziowe, polikrystaliczny diament) i ze względu na kształt. EDM używany jest do wykonywania takich elementów jak:
- stemple
- matryce
- formy wtryskowe
- formy odlewnicze
- w energetyce jądrowej do obróbki prętów paliwowych
- w lotnictwie do obróbki łopatek turbin i sprężarek